# Bistum Saint Joseph
Das um Saint Joseph, Missouri gelegene ehemalige Bistum Saint Joseph wurde am 3. März 1868 aus dem Erzbistum Saint Louis herausgenommen und gehörte zukünftig dessen Kirchenprovinz an. Am 16. Juni 1911 erhielt es aus dem Gebiet des Erzbistums Saint Louis noch die Countys von Adair, Chariton, Clark, Knox, Lewis, Macon, Marion, Monroe, Ralls, Randolph und Shelby.
Das 18.206 Quadratmeilen große Bistum zählte 1950 32.563 (5,1 %) Katholiken in 65 Pfarreien mit 82 Diözesanpriestern, 49 Ordenspriestern und 354 Ordensschwestern. Schon am 2. Juli 1956 wurde sein Gebiet jedoch unter den neuerrichteten Bistümern Jefferson City und Springfield-Cape Girardeau aufgeteilt und der Bischofssitz selbst, mit einem Restgebiet, mit dem Bistum Kansas City zum jetzigen Bistum Kansas City-Saint Joseph zusammengeschlossen.

## Bischöfe
- 1868–1880 John Joseph Hogan (danach Bischof von Kansas City) 
  - 1880–1893 John Joseph Hogan (als Apostolischer Administrator)
- 1893–1923 Maurice Francis Burke
- 1923–1933 Francis Gilfillan (seit 1922 Koadjutor)
- 1933–1956 Charles Hubert Le Blond
  - 1955–1956 John Patrick Kardinal Cody als Koadjutor